# 岡田博文
岡田 博文 (おかだ ひろふみ、1940年3月6日 - 2025年4月9日) は、日本の空手家。東京都出身。1967年に立教大学経済学部卒業｡

## 来歴・人物
中学生の頃より柔道を稽古し､立教高校1年の秋に極真会館の前身である大山道場へ入門。同期に大山茂・黒崎健時らがいる。1959年12月6日に大山道場で初めて黒帯（初段）を允許され、極真会館の公式年度別昇段登録簿にも一人目として掲載されている。当時の大山道場で黒帯だった者は、他流派・道場で修業してきた師範の大山倍達、師範代の石橋雅史・南本一郎・安田英治らのみだった。
岡田は大山倍達のもっとも気に入った弟子の一人で、当時個性的な戦い方をする門下生が多い中で、岡田は地に則った基本技、理にかなった型、華麗な組手をし、試割りなど何をやらせても「これぞ空手だ」という動きを見せた空手家であった。
その実力は大山泰彦・中村忠・藤平昭雄らと「極真四天王」と云われ、彼らと共にタイ王国へ遠征し、ムエタイと対戦するメンバーにも選ばれていた。しかし度重ねる遠征の延期により、最終的に岡田は辞退した。中村忠・盧山初雄ら多くの後輩が、岡田の戦い方に憧れや影響を受けている。野口修からもキックボクシングの技術を吸収していた。大山倍達が1965年に日貿出版社から著した英語のカラテ技術書『This is KARATE 』に岡田は、基本稽古のモデル・ビール壜割りの実技など多くのカットに登場している。
趣味は登山、ダイビング（PADI所持）。自営業等を経て､1983年当時は都内の会社で重要なポストに就いていた｡
岡田の格闘技術を小林史登が練誠塾で、教え伝えている。
2025年4月9日に逝去と練誠塾インスタにて報告された。